# Sandane
Sandane är en tätort i Gloppens kommun i Vestland fylke i västra Norge. Orten ligger vid Europaväg 39 och utgör kommunens centralort såväl som största tätort.